# Nuccio Bertone
 (décembre 2022).
Si vous disposez d'ouvrages ou d'articles de référence ou si vous connaissez des sites web de qualité traitant du thème abordé ici, merci de compléter l'article en donnant les références utiles à sa vérifiabilité et en les liant à la section « Notes et références ».
Pour les articles homonymes, voir Bertone.

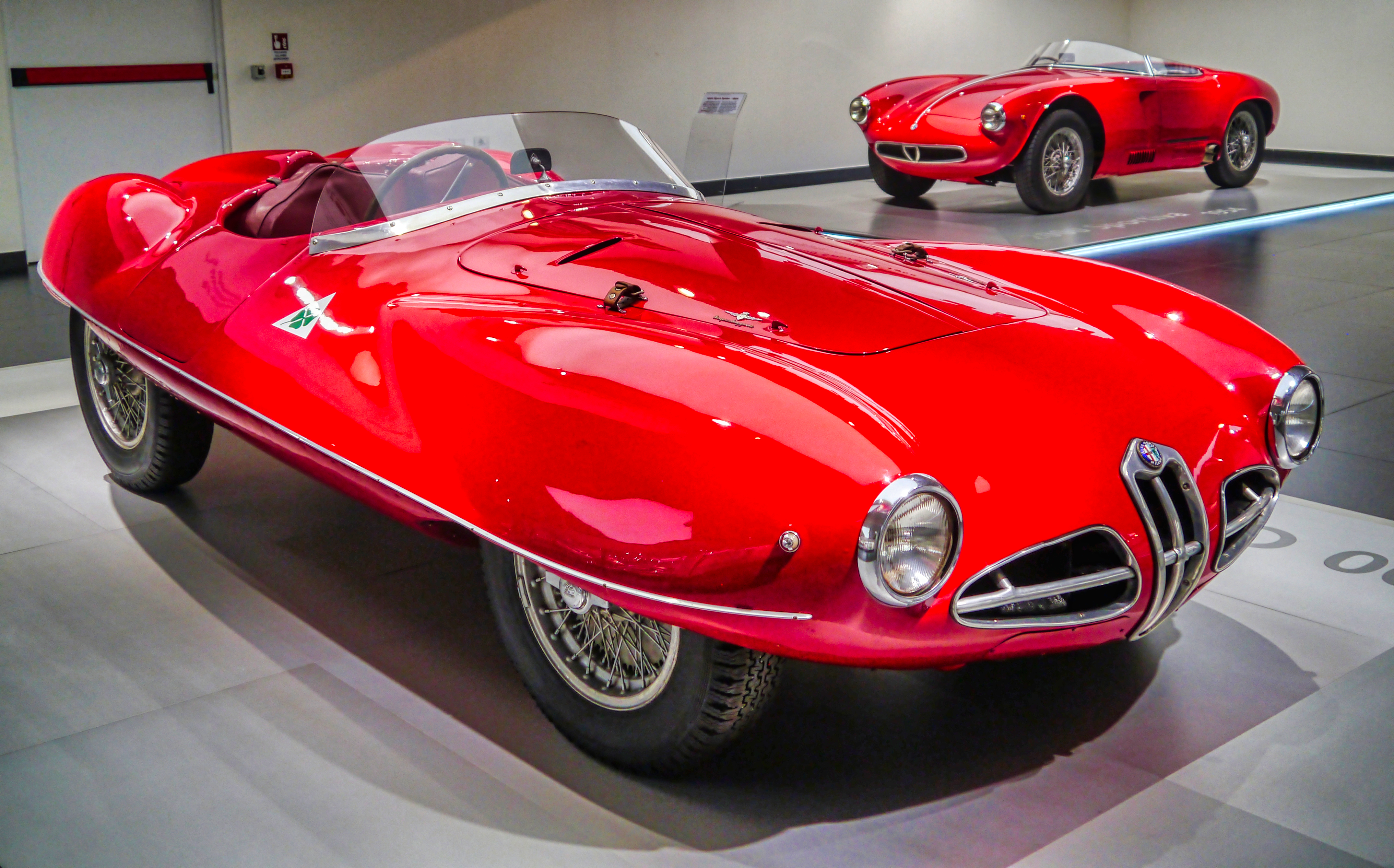
Alfa Romeo Disco Volante.

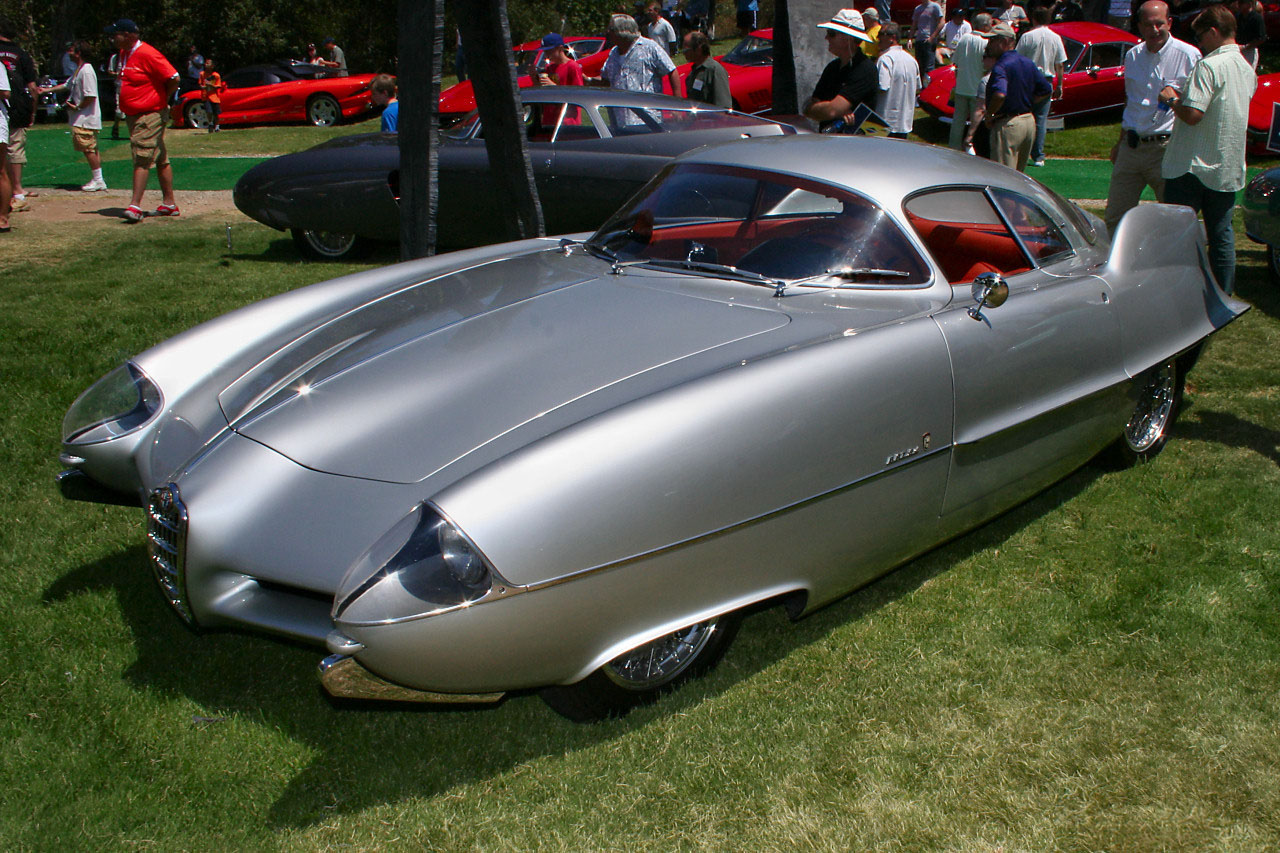
Alfa Romeo BAT 9.

Giuseppe Bertone, connu sous le nom de  « Nuccio Bertone », né le 4 juillet 1914 à Turin et mort dans cette même ville le 26 février 1997, est un concepteur de carrosseries automobiles de l'après-guerre.

## Biographie
Nuccio Bertone succède à son père Giovanni Bertone à la direction de la Carrozzeria Bertone en 1946, faisant de la petite entreprise quasi encore artisanale une société de haute technologie dans son domaine si particulier. Lui-même coureur occasionnel, il remporte le deuxième édition du rallye Stella Alpina en 1948 sur Fiat Stanguellini 1100.
Après avoir carrossé des voitures de course pour Fiat, O.S.C.A., Maserati, et Ferrari, Bertone se lance dans la production de modèles complets. Il présente sa première réalisation au salon de l'automobile de Turin en 1952, une MG 200. Il attire l'attention du grand-public comme des spécialistes avec la présentation au salon de l'automobile de Paris de la même année, d'une étude de style basée sur un modèle Abarth. La Carrozzeria Bertone est retenue par Alfa Romeo pour concevoir l'Alfa Romeo 1900. Ces voitures sont surnommées « Alfa Romeo BAT » (pour « Berlina Aerodinamica Tecnica », « berline aérodynamique technique » en français). Elles sont basées sur l'Alfa Romeo 1900 Sprint.
Deux ans plus tard, au Salon de l'automobile de Turin, Bertone présente le concept Storm Z basé sur un châssis Dodge à côté de son dernier concept Alfa Romeo BAT et un prototype Alfa Romeo Giulietta Sprint, qui deviendra le produit phare de la société pendant les dix années à venir.
Bertone a produit plus de 31 000 voitures en 1960, en incluant les Fiat 850 Spider, Fiat Dino, Simca 1200 S, Alfa Romeo Montréal, et Lamborghini.
Sa 100e étude de carrosserie sera une version spéciale de la Ford Mustang qui sera présentée en 1965 au salon de l'automobile de New York.
Nuccio Bertone a résumé sa philosophie en présentant la Fiat 850 Spider : « Notre travail consiste à produire des carrosseries - sur lesquelles nous mettons en place des tendances de style -, à construire des prototypes, et à développer le design, les méthodes de production et l'outillage. Naturellement, nous les produisons aussi en série. »
Les études de style de Bertone pour Ferrari permirent un excellent départ pour la société, provoquant la colère de son grand rival Pininfarina. Ses deux Ferrari 250 GT coupé étaient seulement une anticipation des très controversées Ferrari 308 GT4 des années 1970.